# Shin Koyamada
Shin Koyamada (Japonês: 小山田真), Okayama, 10 de Março de 1982) é um actor, produtor de filmes e artista de artes marciais japonês.
Está vivendo em Los Angeles, nos Estados Unidos da América desde o ano 2000. Ele fala japonês e inglês fluentemente. Ele é de uma nova geração de atores jovens fora da Ásia (Japão).

## Vida pessoal
Nasceu em Okayama, Japão. Sua família é descendente de Kagenori Koyamada do clã Samurai Koyamada.

## Filmografia como actor
- 2007 - Good Soil
- 2006 - Wendy Wu: Homecoming Warrior
- 2006 - Constellation
- 2006 - Disney Channel Games
- 2004 - Jake 2.0
- 2003 - The Last Samurai (br / pt: O último samurai)
- 2002 - Ninja Pays Half My Rent
- 2001 - Power Rangers: Wild Force